# 東諸縣郡
東諸縣郡（日语：／ Higashimorokata gun */?）是日本宮崎縣轄下的一個郡。
現轄有以下2町：
- 綾町
- 國富町

過去的轄區還包含現在宮崎市的部份地區。

## 歷史
- 1883年：宮崎縣從鹿兒島縣分出重新設縣，原諸縣郡被分割為兩部份，隸屬宮崎縣的成為北諸縣郡，留在鹿兒島縣的成為南諸縣郡。
- 1884年：西諸縣郡和東諸縣郡從北諸縣郡分出。
- 1889年5月1日：實施町村制，東諸縣郡下設置倉岡村、本庄村、八代村、木脇村、綾村、高岡村、穆佐村。（7村）
- 1919年3月1日：本庄村改制為本庄町。（1町6村）
- 1920年4月1日：高岡村改制為高岡町。（2町5村）
- 1932年10月1日：綾村改制為綾町。[1]（3町4村）
- 1948年4月1日：高岡町野崎地區被併入宮崎郡田野村（現已併入宮崎市）。
- 1948年9月15日：高岡町的東原地區和鹿毛地區被併入宮崎郡田野村。
- 1951年3月25日：倉岡村被併入宮崎市。（3町3村）
- 1955年4月1日：高岡町和穆佐村合併為高岡町。（3町2村）
- 1956年9月30日：本庄町和八代村合併為國富町。[2]（3町1村）
- 1957年3月31日：木脇村被併入國富町。（3町）
- 2006年1月1日：高岡町被併入宮崎市。[3]（2町）

| 1889年以前 | 1889年5月1日 | 1889年－1944年            | 1945年－1954年            | 1955年－1989年             | 1989年－現在             | 現在                     |
| ---------- | ------------ | ------------------------- | ------------------------- | -------------------------- | ------------------------ | ------------------------ |
|            | 高岡村       | 1920年4月1日 改制為高岡町 | 1920年4月1日 改制為高岡町 | 1955年4月1日 合併為高岡町  | 2006年1月1日 併入宮崎市  | 宮崎市                   |
|            | 穆佐村       |                           |                           | 1955年4月1日 合併為高岡町  | 2006年1月1日 併入宮崎市  | 宮崎市                   |
|            | 倉岡村       | 倉岡村                    | 1951年3月25日 併入宮崎市  | 1951年3月25日 併入宮崎市   | 1951年3月25日 併入宮崎市 | 宮崎市                   |
|            | 本庄村       | 1919年3月1日 改制為本庄町 | 1919年3月1日 改制為本庄町 | 1956年9月30日 合併為國富町 | 國富町                   | 國富町                   |
|            | 八代村       |                           |                           | 1956年9月30日 合併為國富町 | 國富町                   | 國富町                   |
|            | 木脇村       | 木脇村                    | 木脇村                    | 1957年3月31日 併入國富町   | 國富町                   | 國富町                   |
|            | 綾村         | 1932年10月1日 改制為綾町  | 1932年10月1日 改制為綾町  | 1932年10月1日 改制為綾町   | 1932年10月1日 改制為綾町 | 1932年10月1日 改制為綾町 |